# 梅州客家山歌劇
梅州客家山歌劇是中華人民共和國建國後所出現的新興劇種，流行於梅州、河源、惠州、韶關等客家方言區。客家山歌劇以客家方言來發音演繹。客家山歌劇是廣東地方戲曲劇種，現已入編《中國戲曲志·廣東卷》。客家山歌劇以廣東梅州為主要發展基地，並流行於粵東、閩西、贛南以及廣西賀州等客家地區，是最具代表性的客家戲曲。

## 歷史沿革
客家山歌從原本獨唱和對唱，到連唱與合唱，在1950年代形成山歌劇的劇種，並有「美麗的山茶花」之譽。
梅州客家山歌劇萌芽於明清時期粵東提線木偶戲中的「耍戲」，抗日戰爭和第二次國共內戰時期形成了「山歌演唱劇」、「客家方言歌劇」等稱謂的舞台戲劇演出形態，1951年正式命名為「山歌劇」。
從1949年至1953年，興梅地區一些演出團體，用客家話演出了一批具有山歌特色的戲劇和演唱表演；後來有一些小戲套用了山歌曲調填詞或以山歌為素材編曲演出，觀眾覺得親切易懂，稱之為客家戲或山歌劇。文化部門舉辦山歌寫作、演唱訓練班，推動新的客家山歌和客家山歌劇的創作。1956年成立梅縣民間藝術團，專門從事山歌劇的創作演出。該團編演的《一把酒壺》、《爭寶》、《花果山前》和移植演出的《柳湖村》、《丹河曲》、《望江亭》、《龍鳳鎖》等劇目，深受觀眾歡迎，1958年正式創立客家山歌劇。
1959年至1962年，先後組建汕頭專區和梅縣、興寧縣、蕉嶺縣4個專業山歌劇團。創作了一批有山歌特色的劇目，如《挽水西流》、《唱夫歸》、《雪裏梅花》、《彩虹》、《風雨亭》、《螺螄姑娘》、《牛郎織女》等，這些劇目成為山歌劇的常演劇目，有些在省內外都獲得很好的評價。如《彩虹》參加1965年中南區戲劇觀摩演出後，還到北京和華東一些省、市演出，極受歡迎。在藝術創作的實踐探索中，對原板山歌作了歸類和規範的嘗試，並加以適當的發展，同時創造了一些新的曲調；表演上吸收借鑑其他戲曲的表演方式，出現了張振坤、熊莉梅、藍小田等一批有影響的演員。

## 表演特徵
客家山歌劇的文學劇本用客家方言使用習慣寫成。唱詞以客家山歌的基本格式（每首四句，每句七字，一、二、四句末尾一字押韻）為基礎又不拘泥於基本格式，依塑造人物角色、渲染情節的需要，吸收戲曲唱段的手法發展而成具有長短句和大段唱腔的格式，多雙關、比喻佳句。台詞多為生活村言俚語，富有哲理與情趣，生活氣息濃郁。
客家山歌劇的表演，有汲收戲曲的身段功，但因劇團、劇目、導表的不同而表演風格呈多姿狀態，有的傾向傳統戲曲，有的傾向新歌劇。

### 曲調
客家山歌劇的音樂唱腔，以各地原生態山歌為主體，適當汲收木偶腔、竹板歌、民間小調、宗教（佛曲）音樂等，揉和改造而成；以曲牌聯綴為主，有少量板腔體。伴奏樂器以竹笛、嗩吶、洋琴、二胡、椰胡、高胡、板胡等民族管絃樂器為主，尚無固定的頭弦，多以二胡、板胡領奏。

## 藝術特色
1980年代梅縣地區山歌劇團和其他山歌劇團，在藝術實踐中逐步創造和形成山歌劇的藝術特色。較有影響的劇目有《長泉情》、《月是故鄉明》、《情海漩渦》、《相思豆》、《漂流的新娘花》、《等郎妹》等。劇本唱詞有客家山歌特色元素，基本是七字一句，四句一首，間有迭板山歌加襯字；多屬借物比喻、語義雙關的唱句，以比、興的手法抒情。唱腔音樂以客家地區的山歌、説唱音樂、雜腔小調和宗教音樂為基礎而形成發展，唱腔結構在山歌聯綴的同時採用板式變化。表演方面除借鑑民間歌舞、戲曲、歌劇的表現技巧和表演方法之外，還從現實生活中提煉形體動作，以表現現代生活見長。客家山歌劇正朝不斷完善的方向發展。

## 傳承保護
近代由於新型娛樂興起，傳統客家山歌劇面臨瀕危，急需採取有效的措施加以保護。

### 保護措施
- 2018年05月12日，客家山歌劇被廣東省人民政府列入廣東省第七批省級非物質文化遺產代表性項目名錄。[3]
- 2018年12月7日至9日，客家山歌劇劇種藝術研討會暨紀念梅州山歌劇建團六十週年活動在梅州舉行。[4]
- 2018年12月18日，客家山歌劇聯盟在梅州市客家山歌傳承保護中心成立。[5]